# Brandon Lyon
Brandon James Lyon (Salt Lake City, 10 agosto 1979) è un ex giocatore di baseball statunitense.

## Minor League
Lyon fu selezionato al 14º giro del draft amatoriale del 1999 come 433a scelta dai Toronto Blue Jays. Nel 2001 iniziò nella New York-Penn League singolo A breve stagione con i Queens Kings, chiuse con 5 vittorie e 3 sconfitte, 2.39 di media PGL (ERA) in 15 partite di cui 13 da partente. Nel 2001 giocò nella Southern League doppio A con i Tennessee Smokies, chiuse con 5 vittorie e nessuna sconfitta, 3.68 di ERA in 9 partite tutte da partente, poi passò nella International League triplo A con i Syracuse Chiefs, chiuse con 5 vittorie e 3 sconfitte, 3.69 di ERA in 11 partite tutte da partente con 2 incontri completi, di cui uno senza subire punti.
Nel 2002 sempre con i Chiefs giocò 14 partite tutte da partente chiudendo con 4 vittorie e 9 sconfitte, 5.11 di ERA. Nel 2003 giocò nella International League con i Pawtucket Red Sox, chiuse con 3.24 di ERA in 5 partite. Nel 2004 passò nella Pacific Coast League triplo A con i Tucson Padres, chiuse con 2 vittorie e 3 sconfitte, 15.12 di ERA in 6 partite di cui 3 da partente.
Nel 2005 chiuse con una sconfitta, 5.40 di ERA in 5 partite di cui 4 da partente. Nel 2011 giocò nella Pacific Coast League con gli Oklahoma City Redhawks, chiuse con 0.00 di ERA in due partite.

## Major League

### Toronto Blue Jays (2001-2002)
Debuttò nella MLB il 4 agosto 2001 contro i Baltimore Orioles, chiuse la stagione con 5 vittorie e 4 sconfitte, 4.29 di ERA in 11 partite. Nel 2002 chiuse con una vittoria e 4 sconfitte, 6.53 di ERA e nessuna salvezzasu una opportunità in 15 partite.

### Boston Red Sox (2003)
Con i Red Sox firmò un contratto annuale per 309500 $. Chiuse con 4 vittorie e 6 sconfitte, 4.12 di ERA e 9 salvezze su 12 opportunità in 49 partite.

### Arizona Diamondbacks (2005-2008)
Nel 2005 firmò un contratto annuale per 330000 $. Chiuse con nessuna vittoria e 2 sconfitte, 6.44 di ERA e 14 salvezze su 15 opportunità in 32 partite. Nel 2006 firmò per 830000 $, chiuse con 2 vittorie e 4 sconfitte, 23 hold (5° nella National League), 3.89 di ERA e nessuna salvezza su 7 opportunità in 68 partite.
Nel 2007 firmò per 1 500 000 di dollari, chiuse con 6 vittorie e 4 sconfitte, 35 hold (1° nella NL), 2.68 di ERA e 2 salvezze su 5 opportunità in 73 partite. Nel 2008 firmò per 3125000 $, chiuse con 3 vittorie e 5 sconfitte, 4.70 di ERA e 26 salvezze su 31 opportunità in 61 partite.

### Detroit Tigers (2009)
Con i Tigers firmò per un anno a 4250000 $. Chiuse con 6 vittorie e 5 sconfitte, 2.86 di ERA e 3 salvezze su 6 opportunità in 65 partite.

### Houston Astros (2010-2012)
Nel 2010 firmò per 3 anni per un totale di 15000000 $. Chiuse la stagione con 6 vittorie e 6 sconfitte, 3.12 di ERA e 20 salvezze su 22 opportunità in 79 partite (6° nella NL). L'anno successivo chiuse con 3 vittorie e 3 sconfitte, 11.48 di ERA e 4 salvezze su 8 opportunità in 15 partite.
Nel 2012 finì con nessuna vittoria e 2 sconfitte, 3.25 di ERA e nessuna salvezza su 2 opportunità in 37 partite.

### Toronto Blue Jays (2012)
Nel 2012 giocò anche con i Jays finendo con 4 vittorie e nessuna sconfitta, 2.88 di ERA in una salvezza su un'opportunità in 30 partite.

### New York Mets (2013)
L'8 febbraio 2013 firmò un contratto annuale di 750000 $ con i Mets. Il 10 luglio venne rilasciato. Chiudendo con 2 vittorie e 2 sconfitte, 4.98 di ERA e nessuna salvezza su 3 opportunità in 37 partite.

## Vittorie e premi
- Nessuno

## Numeri di maglia indossati
- n. 28 con i Toronto Blue Jays (2001-2002)
- n. 38 con i Boston Red Sox (2003)
- n. 38 con gli Arizona Diamondbacks (2005-2008)
- n. 37 con i Detroit Tigers (2009)
- n. 37 con gli Houston Astros (2010-2012)
- n. 31 con i Toronto Blue Jays (2012)
- n. 34 con i New York Mets (2013).